# 97 (getal)
97 (zevenennegentig) is het natuurlijk getal volgend op 96 en voorafgaand aan 98.
In de Franse taal (vooral in Frankrijk) is het getal 97 samengesteld uit meerdere telwoorden: quatre-vingt-dix-sept (4 × 20 + 10 + 7). Andere Franstaligen, zoals de Belgen en de Zwitsers, gebruiken: nonante sept.

## In de wiskunde
- 97 is een viervoud plus 1, zodat dit priemgetal volgens de stelling van Fermat over de som van twee kwadraten kan worden geschreven als de som van twee kwadraten: {\displaystyle (4^{2}+9^{2})}.
- 97 is een priemgetal met periode 96 en wordt gebruikt als controlemodulus bij de controle van Belgische bankrekeningnummers, rijksregisternummer en International Bank Account Numbers (IBAN).

## In de natuurwetenschappen
Het scheikundig element met atoomnummer 97 is Berkelium (Bk)

## Overig
97 is ook:
- het jaar A.D. 97 en 1697, 1797, 1897 en 1997.